# 烏格爾欽

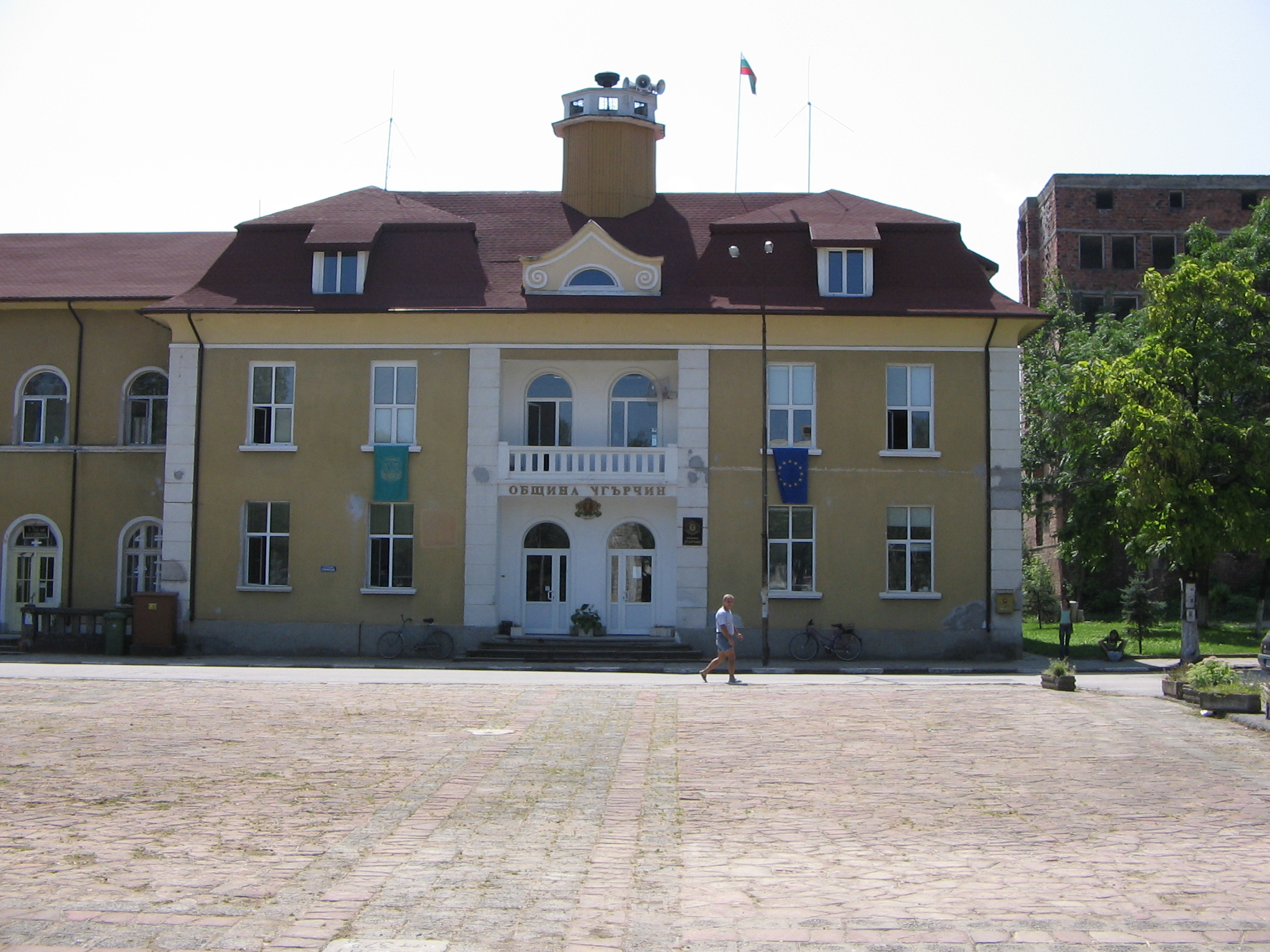

烏格爾欽（保加利亞語：、Ugarchin）是保加利亞的城鎮，位於該國北部，距離首府洛維奇30公里，由洛維奇州負責管轄，面積134.81平方公里，海拔高度297米，2010年人口2,783，居民主要信奉東正教。

## 外部連結
- Ugarchin at Sitekreator.com[永久]
- Ugarchin article and pictures at Guide-Bulgaria.com （页面存档备份，存于）